# Bengt Lindberg (kemist)
Bengt Lindberg, född 17 juli 1919 i Stockholm, död 20 mars 2008, var en svensk kemist.
Lindberg disputerade 1950 vid Stockholms högskola på en doktorsavhandling om glykosider, och blev 1965 professor i organisk kemi vid Stockholms universitet. Han invaldes 1967 i Vetenskapsakademien.